# Cheilosia neversicolor
Cheilosia neversicolor är en tvåvingeart som beskrevs av Barkalov 1999. Cheilosia neversicolor ingår i släktet örtblomflugor, och familjen blomflugor. Inga underarter finns listade i Catalogue of Life.